# Anatolij Jegorow (lekkoatleta)
Anatolij Iwanowicz Jegorow (ros. Анатолий Иванович Егоров, ur. 6 maja 1933, zm.  w 199?) – radziecki lekkoatleta, chodziarz, medalista mistrzostw Europy z 1954, rekordzista świata.
Zdobył srebrny medal w chodzie na 10 000 metrów na mistrzostwach Europy w 1954 w Bernie, przegrywając jedynie z Josefem Doležalem z Czechosłowacji, a wyprzedzając swego kolegę z reprezentacji ZSRR Siergieja Łobastowa.
Ustanowił następujące rekordy świata:
| Konkurencja           | Data i miejsce             | Wynik     |
| --------------------- | -------------------------- | --------- |
| chód na 50 kilometrów | 17 listopada 1955, Tbilisi | 4:07:29   |
| chód na 30 000 metrów | 15 lipca 1959, Leningrad   | 2:17:16,8 |
| chód dwugodzinny      | 15 lipca 1959, Leningrad   | 26 429 m  |

Był mistrzem ZSRR w chodzie na 10 000 metrów w 1954, chodzie na 50 kilometrów w 1955 i chodzie na 20 kilometrów w 1957 oraz wicemistrzem w chodzie na 50 kilometrów w 1959.
Zmarł w latach 90. XX wieku.